# Locustèl·lids
Els locustèl·lids (Locustellidae) són una família de recent creació formada per petits ocells insectívors. Viuen principalment en Euràsia, Àfrica i la regió d'Austràlia.
Anteriorment foren coneguts com a megalúrids (Megaluridae) i provenien d'una escissió dels sílvids (Sylviidae).
Als Països Catalans només cria amb regularitat, una espècie d'aquesta família, el boscaler comú (Locustella luscinioides).
Els locustèlids són ocells insectívors que ocupen principalment Euràsia, Àfrica i Australàsia. Són espècies d'ocells de mida mitjana, generalment de cua llarga, amb plomatges marronencs, de vegades amb estries molt notòries, però generalment de colors monòtons a tot el cos. En general són més esvelts que els cètids. La majoria viuen en matollars o herbassars i solen caçar les seves petites preses enfilant-se entre les embullades branques o perseguint-les per terra.

## Taxonomia
Un estudi filogenètic molecular exhaustiu de la família Locustellidae publicat el 2018 va trobar que molts dels gèneres, tal com es definien aleshores, no eren monofilètics. La revisió resultant de la taxonomia a nivell de gènere va implicar molts canvis, inclosa la resurrecció dels gèneres Poodytes i Cincloramphus, així com la creació d'un nou gènere Helopsaltes. Els antics gèneres Megalurulus i Buettikoferella esdevenen sinònims menors de Cincloramphus.

## Llistat de gèneres
Segons la classificació del Congrés Ornitològic Internacional (versió 12.2, 2023), la família Locustellidae conté 11 gèneres amb 67 espècies:
- Gènere Robsonius, amb tres espècies.
- Gènere Helopsaltes, amb 6 espècies.
- Gènere Locustella, amb 23 espècies.
- Gènere Poodytes, amb 5 espècies.
- Gènere Malia, amb una espècie: màlia (Malia grata)
- Gènere Cincloramphus, amb 12 espècies.
- Gènere Megalurus, amb una espècie: camperol d'aiguamoll (Megalurus palustris)
- Gènere Elaphrornis, amb una espècie: matoller de Sri Lanka (Elaphrornis palliseri)
- Gènere Schoenicola, amb dues espècies.
- Gènere Catriscus, amb una espècie: camperol cua de ventall (Catriscus brevirostris)
- Gènere Bradypterus, amb 12 espècies.

Altres obres com el Handook of the Birds of the World i la quarta versió de la BirdLife International Checklist of the birds of the world (Desembre 2019), compten que la família Locustellidade conté 13 gèneres i 64 espècies, amb les següents divergències taxonòmiques:
- no reconèixen els gèneres Catriscus i Helpsaltes.
- afegeixen els gèneres Amphilais, Buettikoferella, Chaetornis i Megalurulus.